# Lluís Jordà
Lluís Gonzaga Jordà i Rossell (Les Masies de Roda, 1869. június 16. – Barcelona, 1951. szeptember 20.) katalán zongoraművész, zeneszerző és zenei impresszárió.

## Élete
Először Roda de Terben Melitón Beaucellsnél tanult, majd Jaime Pujadas mellett, a Vic-székesegyház kórusmesterén folytatta tanulmányait. Családja Barcelonába költözött, ahol belépett az ottani konzervatóriumba, ahol Manuel Obiols és Josep Rodoreda professzorok irányítása alatt  szerzett legmagasabb képesítést. Orgonálni tanult a barcelonai bazilikában.
1889-ben lett a Vic Zeneiskola professzora, igazgatója és a városi együttes igazgatója. 1898-ban Mexikóba költözött, ahol ismertté vált Zarzuleáival, különösképpen Chin Chun Channal (1904), amely több mint 2000 előadást élt meg.
1915-ben visszatért Barcelonába, ahol megalapította a Casa Beethoven zenei boltot. 1922-1934-ben a Trio Beethoven rendezője volt.
Zarzuellákat, vallási zenéket  és zongora muzsikát is komponált.